# Pantanodon stuhlmanni
Pantanodon stuhlmanni é uma espécie de peixe da família Poeciliidae.
Pode ser encontrada nos seguintes países: Quénia e Tanzânia.